# Abel Afeworki
Abel Afeworki (1º gennaio 1983) è un ex calciatore eritreo, di ruolo centrocampista.

## Carriera

### Club
Ha giocato dal 2000 al 2005 al Red Sea.

### Nazionale
Ha giocato dal 1998 al 2002 con la Nazionale.